# Lijst van premiers van Cambodja
Dit is een lijst met de premier van Cambodja. Voor zover bekend zijn de jaartallen vermeld. Tussen haakjes staan eventuele alternatieve namen of spellingen van de personen vermeld. Voor 1960 was de koning van Cambodja het staatshoofd, dit koningschap is na de verkiezingen van 1993 hersteld. De premiers hadden in verschillende periodes vaak een andere betiteling, voor zover mogelijk zijn deze titels in het Nederlands vertaald, met de Engelse titels tussen haakjes erachter: 

Premiers: 

18 maart 1945 - 13 augustus 1945 koning Norodom Sihanouk (1e keer), benoemd door de Japanners 

14 augustus 1945 - 16 oktober 1945 Son Ngoc Thanh (1e keer) 

17 oktober 1945 - 15 december 1946 prins Sisowath Monireth 

15 december 1946 - 17 juli 1947 prins Sisowath Youtevong 

25 juli 1947 - 20 februari 1948 Sisowath Watchayavong 

20 februari 1948 - 14 augustus 1948 Chhean Vam 

15 augustus 1948 - 21 januari 1949 Samdech Penn Nouth (1e keer) 

12 februari 1949 - 20 september 1949 Yem Sambaur (1e keer) 

20 september 1949 - 29 september 1949 Ieu Koeus 

29 september 1949 - 28 april 1950 Yem Sambaur (2e keer) 

28 april 1950 - 30 mei 1950 koning Norodom Sihanouk (2e keer) 

30 mei 1950 - 3 maart 1951 Samdech Krom Luong Sisowath Monipong 

3 maart 1951 - 12 oktober 1951 Oum Chheang Sun 

13 oktober 1951 - 16 juni 1952 Huy Kanthoul 

16 juni 1952 - 24 januari 1953 koning Norodom Sihanouk (3e keer) 

24 januari 1953 - 22 november 1953 Samdech Penn Nouth (2e keer) 

23 november 1953 - 7 aprilil 1954 Chan Nak 

7 april 1954 - 18 april 1954 koning Norodom Sihanouk (4e keer) 

18 april 1954 - 26 januari 1955 Samdech Penn Nouth (3e keer) 

26 januari 1955 - 3 oktober 1955 Leng Ngeth 

3 oktober 1955 - 5 januari 1956 prins Norodom Sihanouk (5e keer) 

5 januari 1956 - 29 februari 1956 Oum Chheang Sun (2e keer) 

1 maart 1956 - 24 maart 1956 prins Norodom Sihanouk (6e keer) 

3 april 1956 - 29 juli 1956 Khim Tit 

15 september 1956 - 15 oktober 1956 prins Norodom Sihanouk (7e keer) 

25 oktober 1956 - 9 april 1957 Sam Yun 

9 april 1957 - 7 juli 1957 prins Norodom Sihanouk (8e keer) 

26 juli 1957 - 11 januari 1958 Sim Var (1e keer) 

11 januari 1958 - 17 januari 1958 Ek Yi Oun 

17 januari 1958 - 24 april 1958 Samdech Penn Nouth (4e keer) 

24 april 1958 - 10 juli 1958 Sim Var (2e keer) 

10 juli 1958 - 19 april 1960 prins Norodom Sihanouk (9e keer) 

19 april 1960 - 28 januari 1961 Pho Proeung 

28 januari 1961 - 17 november 1961 Samdech Penn Nouth (5e keer) 

17 november 1961 - 13 februari 1962 prins Norodom Sihanouk (10e keer)  

13 februari 1962 - 6 augustus 1962 Nhiek Tioulong ,waarnemend     

6 augustus 1962 - 6 oktober 1962 Chau Sen Cocsal Chhum 

6 oktober 1962 - 25 oktober 1966 prins Norodom Kantol 

25 oktober 1966 - 1 mei 1967 Lon Nol (1e keer)            

1 mei 1967 - 31 januari 1968 Son Sann 

31 januari 1968 - 14 augustus 1969 Samdech Penn Nouth (6e keer)     

14 augustus 1969 - 6 mei 1971 Lon Nol (2e keer)            

6 mei 1971 - 18 maart 1972 Sisowath Sirik Matak 

18 maart 1972 - 21 maart 1972 Son Ngoc Thanh (2e keer)     

21 maart 1972 - 15 oktober 1972 Lon Nol (3e keer)             

15 oktober 1972 - 6 mei 1973 Hang Thun Hak 

6 mei 1973 - 9 december 1973 In Tam 

26 december 1973 - 17 april 1975 Long Boret 

17 april 1975 - 4 april 1976 Samdech Penn Nouth (7e keer)   

4 april 1976 - 13 mei 1976 Khieu Samphan 

13 mei 1976 - 7 januari 1979 Pol Pot 

Voorzitters van de raad van ministers (Chairmen of the Council of Ministers): 

29 mei 1981 - 5 december 1981 Pen Sovan 

5 december 1981 - 26 december 1984 Chan Sy 

14 januari 1985 - 2 juli 1993 Hun Sen 

Om de impasse in de Cambodjaanse politiek tussen de fracties te doorbreken waren er tussen 1993 en 1998 twee premiers. 

Duo-premiers, op gelijke voet (Coequal prime ministers): 

2 juli 1993 - 21 september 1993 Hun Sen en prins Norodom Ranariddh 

Eerste premiers (First prime ministers): 

21 september 1993 - 6 juli 1997 prins Norodom Ranariddh 

16 juli 1997 - 30 november 1998 Ung Huot 

Tweede premiers (Second prime minister):

21 september 1993 - 30 november 1998 Samdech Hun Sen 

Premiers: 

30 november 1998 - 22 augustus 2023 Samdech Hun Sen 

22 augustus 2023 - Hun Manet 